# 批评
批评（英語：criticize），一般是强调指出事物的負面或是缺點，從而作為改善事物的提議，不過有时批评可能指普通的评论而非负面评论，或者仅指出缺点而不提出改善建议。接受批評可以幫助我們認出錯誤，並從中得到益處。